# Hoàng Văn Thụ, thành phố Thái Nguyên
Hoàng Văn Thụ là một trong những phường trung tâm của thành phố Thái Nguyên, Việt Nam.

## Địa lý
Phường Hoàng Văn Thụ nằm ở khu vực trung tâm thành phố Thái Nguyên, có vị trí địa lý: 
- Phía đông giáp phường Đồng Bẩm và phường Trưng Vương
- Phía tây giáp phường Quang Trung
- Phía nam giáp phường Đồng Quang và phường Phan Đình Phùng
- Phía bắc giáp phường Quang Vinh.

## Lịch sử
Sau năm 1975, phường Hoàng Văn Thụ thuộc thành phố Thái Nguyên.
Đến năm 2019, phường Hoàng Văn Thụ được chia thành 33 tổ dân phố, gồm các tổ dân phố 1, 2, 2A và các tổ dân phố đánh số từ 3 tới 32.
Ngày 11 tháng 12 năm 2019, sáp nhập một phần tổ dân phố 2 vào tổ dân phố 1, sáp nhập tổ dân phố 2A vào phần còn lại của tổ dân phố 2, sáp nhập tổ dân phố 4 vào tổ dân phố 3, sáp nhập hai tổ dân phố 7 và 8 thành tổ dân phố 4, sáp nhập hai tổ dân phố 9 và 10 thành tổ dân phố 5 (mới), sáp nhập tổ dân phố 5 (cũ) vào tổ dân phố 6, sáp nhập hai tổ dân phố 11 và 12 thành tổ dân phố 7, sáp nhập hai tổ dân phố 13 và 14 thành tổ dân phố 8, sáp nhập hai tổ dân phố 26 và 27 thành tổ dân phố 9, đổi tên tổ dân phố 23 thành tổ dân phố 10, sáp nhập hai tổ dân phố 25 và 28 thành tổ dân phố 11, sáp nhập hai tổ dân phố 15 và 16 thành tổ dân phố 12, sáp nhập hai tổ dân phố 17 và 18 thành tổ dân phố 13, sáp nhập hai tổ dân phố 29 và 30 thành tổ dân phố 14, sáp nhập hai tổ dân phố 31 và 32 thành tổ dân phố 15, sáp nhập hai tổ dân phố 22 và 24 thành tổ dân phố 16, sáp nhập hai tổ dân phố 20 và 21 thành tổ dân phố 17, đổi tên tổ dân phố 19 thành tổ dân phố 18.

## Hành chính
Phường Hoàng Văn Thụ được chia thành 18 tổ dân phố: 1, 2, 3, 4, 5, 6, 7, 8, 9, 10, 11, 12, 13, 14, 15, 16, 17, 18.

## Kinh tế - xã hội

### Thương mại

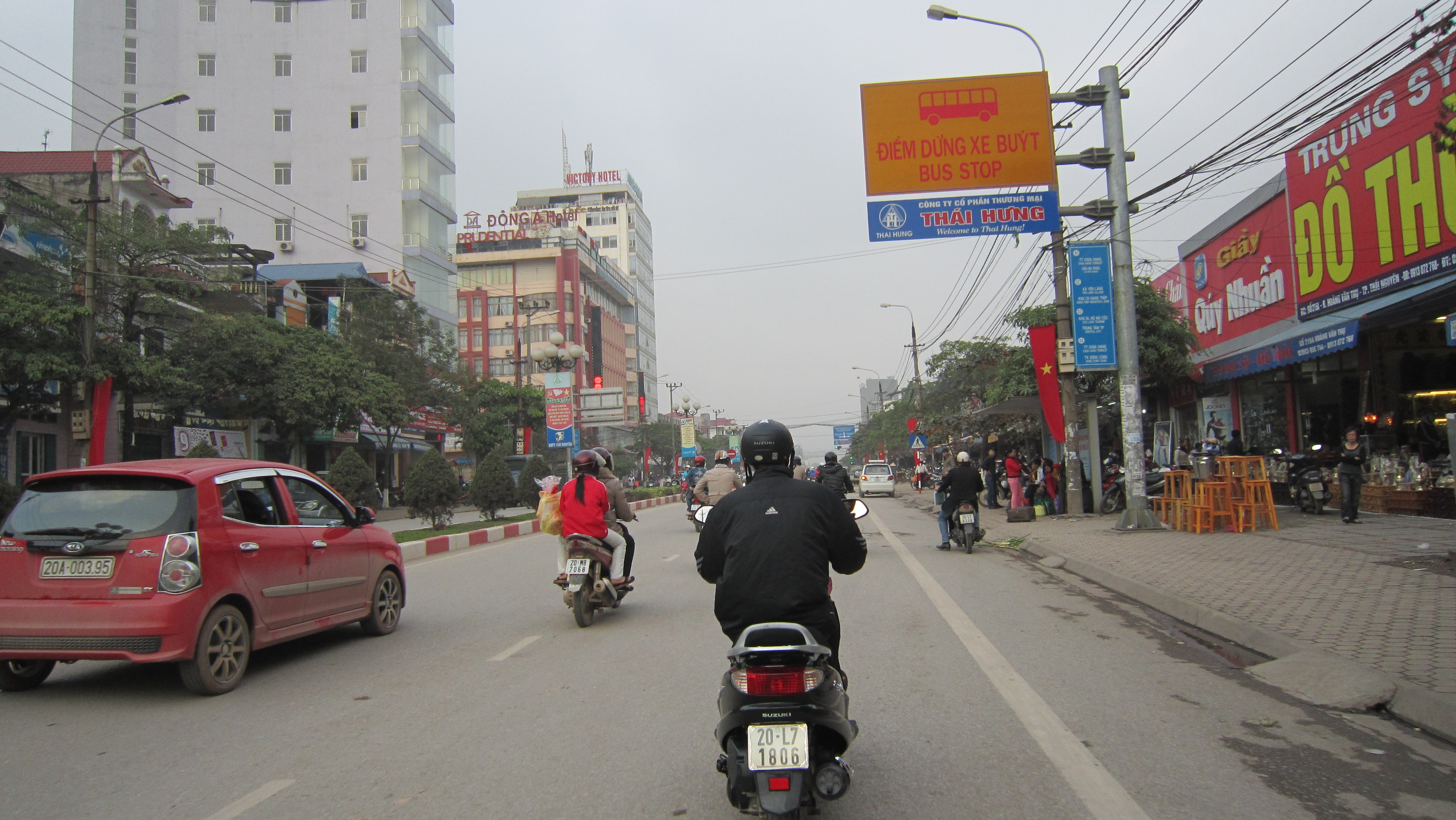
Khách sạn Đông Á và Victory trên đường Hoàng Văn Thụ

Đây là nơi tập trung nhiều tòa nhà lớn của thành phố như toà nhà Victory, toà nhà Đông Á, toà nhà trung tâm thương mại Sao Việt, tòa nhà Quang Đạt new world... Hoạt động thương mại ở đây cũng khá phát triển với nhiều tuyến phố thương mại như: Hoàng Văn Thụ, Bắc Kạn, Lương Ngọc Quyến, Minh Cầu, Phù Liễn, Bắc Sơn...

### Giáo dục
Trên địa bàn phường Hoàng Văn thụ có một số trường như: Trường Chính trị tỉnh Thái Nguyên, Trung tâm Giáo dục thường xuyên tỉnh Thái Nguyên và thành phố Thái Nguyên, Trường trung học bưu chính viễn thông và công nghệ thông tin, Trường trung học phổ thông Lương Ngọc Quyến, Trường THCS Nguyễn Du, Trường THCS Chu Văn An, Trường tiểu học Đội Cấn 1 và Trường tiểu học Đội Cấn 2.

### Văn hóa
Trên địa bàn phường có một số đền, chùa, tượng đài như: Công viên Tượng đài Anh hùng liệt sĩ tỉnh Thái Nguyên, chùa Phù Liễn, đền Đội Cấn, đền Bến Than.